# Provincia Pistoia
Pistoia este o provincie în regiunea Toscana în Italia.